# Mala Bușînka, Nemîriv
Mala Bușînka (în ucraineană Мала Бушинка) este un sat în comuna Muhivți din raionul Nemîriv, regiunea Vinnița, Ucraina.

## Demografie
Componența lingvistică a localității Mala Bușînka
     Ucraineană (95,32%)
     Rusă (3,51%)
     Română (1,17%)
Conform recensământului din 2001, majoritatea populației localității Mala Bușînka era vorbitoare de ucraineană (95,32%), existând în minoritate și vorbitori de rusă (3,51%) și română (1,17%).